# Banu Hammad

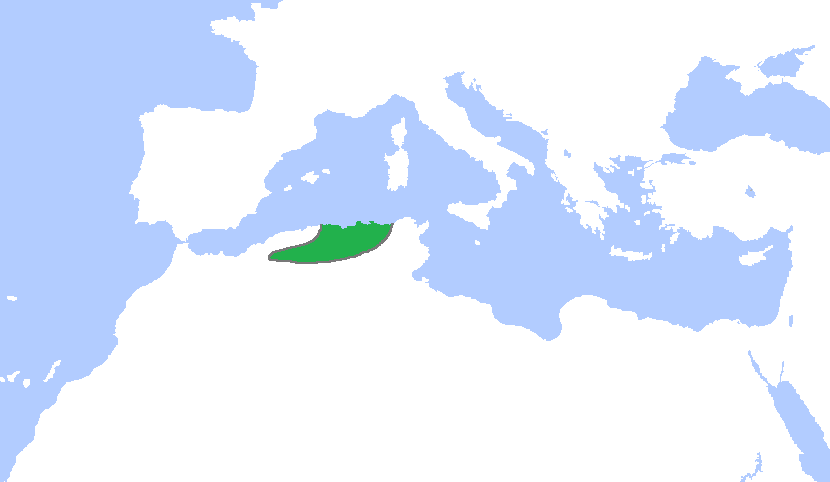
Mapa vers 1100

Els Banu Hammad o hammadites o hammàdides (àrab: بنو حماد, Banū Ḥammād, o الحماديون, al-ḥammādiyyūn) foren una dinastia amaziga sanhaja que va governar al Màgrib central del 1015 al 1152. L'ancestre que els dona nom fou Hammad ibn Bulugguín ibn Ziri ibn Manad.
Sota l'emir zírida al-Mansur ibn Bulugguín (984-996) el seu oncle Abu-l-Bahar ibn Ziri va fer el primer intent de formar un regne al Màgrib central (989-993) però va fracassar. Nàssir-ad-Dawla Badis ibn al-Mansur (996-1016) es va enfrontar amb els zanates que van assolar la regió entre Tiaret i Trípoli de Líbia (996-1001) que finalment va poder dominar. El seu oncle Hammad ibn Bulugguín (que s'havia destacat contra els zanates) fou enviat el 1004 a l'oest per pacificar la regió i li fou cedit Ashir i el Magreb central amb totes les viles que pogués dominar, sent el seu càrrec irrevocable. Hammad va tenir èxit i va fundar al nord-est de Msila una fortalesa que havia d'esdevenir capital del seu domini, la Qala dels Banu Hammad (Qàlat Bani Hammad, o simplement al-Qala). Quan el zírida Nàssir-ad-Dawla Badis ibn al-Mansur li va ordenar entregar una part de la regió de Constantina al seu hereu, Hammad s'hi va negar i es va revoltar amb suport del seu germà Ibrahim ibn Bulugguín (1015) i es va iniciar la dinastia. Els Banu Hammad van trencar lligams amb la doctrina xiïta dels fatimites i van retornar al sunnisme reconeixent els califes abbàssides.
La seva capital fou Al-Qala, però des de 1068 la capital habitual fou al-Nasiriyya, la moderna Bugia, que va esdevenir capital definitiva el 1090 o 1091.
La dinastia es va acabar el 1152 quan el darrer sobirà es va rendir als almohades.

## Llista de sobirans
- Hammad ibn Bulugguín 1015-1028
- al-Qàïd ibn Hammad 1028-1054 (fill)
- al-Múhsin ibn al-Qàïd 1054-1055 (fill)
- Bulugguín ibn Muhàmmad 1055-1062 (fill de Muhàmmad, germà d'al-Qàïd)
- an-Nàssir ibn Alannàs 1062-1089 (fill d'Alannas, germà d'al-Qàïd)
- al-Mansur ibn an-Nàssir 1089-1105 (fill)
- Badis ibn al-Mansur 1105 (fill)
- Abd-al-Aziz ibn al-Mansur 1105-entre 1121 i 1125 (germà)
- Yahya ibn Abd-al-Aziz entre 1121 i 1125-1152 (fill)